# میرنا لوی
میرنا لوی (انگلیسی: Myrna Loy; ۲ اوت ۱۹۰۵ – ۱۴ دسامبر ۱۹۹۳) بازیگر اهل ایالات متحده آمریکا بود. وی بین سال‌های ۱۹۲۵ تا ۱۹۸۲ میلادی فعالیت می‌کرد.

## فیلم‌شناسی
از فیلم‌هایی که وی در آن نقش داشته‌است، می‌توان به نمایش نمایش‌ها، بانوی لکه‌دار شده، فرودگاه ۱۹۷۵، یه مرد لاغر دیگه، به دنبال مرد لاغر، امشب عاشقم باش، از تراس، توری نیمه شب، گول‌خوردگان، پزشکان، ملودرام منهتن، فصل باران آمد، دوجینش ارزان‌تر است، نقاب فو مانچو، کشتی نوح و آقای بلندینگ خانه رؤیایی خود را می‌سازد اشاره کرد.